# Playtoons
Playtoons est une série de jeux vidéo développée par Coktel Vision et éditée par Sierra On-Line.
Chaque jeu possède deux modes : un mode Histoire et un mode Création. Dans le mode Création, l'utilisateur peut créer des scènes animées à partir des personnages et des autres éléments de l'histoire. Les éléments interagissent entre eux quand ils sont à proximité les uns des autres. Le créateur est invité à enregistrer ses créations.
Ces deux modes peuvent obtenir plus de contenu s'ils sont combinés avec les autres jeux de la série.

## Playtoons 1: Oncle Archibald
Le mode Histoire, composé d'une succession d'image et de voix, raconte l'histoire de deux jeunes enfants qui ont découvert l'ordinateur de leur oncle Archibald qui écrit des contes mettant en scène toute une variété de monstres. Ces monstres vont se matérialiser à cause d'une mauvaise expérience avec une fiole magique dans l'univers des petits garçons, qui vont risquer leurs vies jusqu'à l'arrivée de l'oncle Archibald.

## Playtoons 2: Spirou - Micmac à Champignac
Le jeu est adapté de la série de bandes dessinées Spirou et Fantasio.

## Playtoons 4: Spirou - Le Prince Mandarine
Le jeu est adapté de la série de bandes dessinées Spirou et Fantasio.